# Jorge Porras
Jorge Armando Porras (Medellín, 25 december 1959) is een voormalig profvoetballer uit Colombia, die als verdediger onder meer speelde voor Atlético Nacional. Hij speelde in totaal 56 duels (nul goals) in de Copa Libertadores.

## Interlandcarrière
Porras nam met het Colombiaans voetbalelftal deel aan de Olympische Spelen van 1980 in Moskou, en speelde daar mee in alle (drie) groepswedstrijden. Ook deed hij namens zijn vaderland mee aan de strijd om de Copa América 1987.

## Erelijst
América de Cali
- Copa Mustang

1983, 1984, 1985